# Lucien Favre
Lucien Favre (Saint-Barthélemy, 2 novembre 1957) è un allenatore di calcio ed ex calciatore svizzero, di ruolo centrocampista.

## Carriera

### Giocatore

#### Club
Da calciatore vestì le maglie di Losanna, Neuchâtel Xamax, Servette e Tolosa.

#### Nazionale
Il 1° settembre 1981 esordì in nazionale nell'amichevole vinta per 2-1 contro i Paesi Bassi, in cui realizzò un gol. Complessivamente disputò 24 partite con la Svizzera, l'ultima delle quali il 20 settembre 1989 contro il Portogallo (persa per 1-2).

### Allenatore
Nel 1993 intraprese la carriera di allenatore, alla guida dell'Echallens, sulla cui panchina rimase per due anni. Nel 1997 fu ingaggiato dall'Yverdon, che allenò fino al 2000, quando fu chiamato dal Servette. Dopo un biennio con il club di Ginevra, nel 2003 si trasferì allo Zurigo, diretto fino al 2007.
Nel 2007 accettò la chiamata dell'Hertha Berlino che allenò fino all'esonero del 28 settembre 2009. Il 14 febbraio 2011 diventa nuovo allenatore del Borussia Mönchengladbach, sostituendo l'esonerato Michael Frontzeck. Raggiunge la squadra che si trova in ultima posizione, e riesce a portarla prima agli spareggi salvezza contro la terza classificata della Zweite Bundesliga, il Bochum, vincendo all'andata e pareggiando al ritorno, consentendo ai Fohlen di rimanere nella massima serie. L'anno seguente è la quarta stagione consecutiva per il Gladbach in Bundesliga, e comincia nel migliore dei modi, battendo il Bayern Monaco all'Allianz Arena. La stagione è piena di soddisfazioni, e la squadra ottiene importantissimi risultati, che la portano sempre più in alto per lottare in un posto nella prossima UEFA Champions League. A metà campionato la squadra è terza, con una serie incredibile di vittorie. Dopo alcune partite tentennate, il Gladbach è quarto, a più dieci dalle inseguitrici a meno sei giornate dalla fine della stagione, con grandi possibilità di qualificarsi addirittura in UEFA Champions League. Termina il campionato al 4º posto, guadagnandosi così la possibilità di giocare i preliminari UEFA Champions League.
Dopo un avvio disastroso in campionato ed in Champions League, con cinque sconfitte su cinque fra campionato e coppe e culminato con le prime contestazioni dei tifosi, il 20 settembre 2015 rassegna le dimissioni dopo 4 anni di grandi risultati.
Per la stagione 2016-2017 viene ingaggiato dal Nizza, nel massimo campionato francese. L'esperienza con i nizzardi inizia con undici partite senza sconfitte, oltre all'ottenimento, con una giornata di anticipo, del titolo di campione d'inverno della Ligue 1, poi chiusa al terzo posto, con qualificazione alla UEFA Champions League. Sul fronte europeo la squadra, in Europa League, termina il cammino nella fase a gironi, nella quale si classifica ultima nel proprio girone con 6 punti, a un solo punto dal secondo e terzo posto. Conclusa all'ottavo posto in campionato l'annata seguente, Favre lascia il Nizza il 19 maggio 2018.
Il 22 maggio 2018 firma un contratto biennale con il Borussia Dortmund, con cui vince la Supercoppa di Germania 2019 contro il Bayern Monaco. Il 13 dicembre 2020, malgrado il superamento del girone di Champions con il primo posto, Favre viene esonerato dopo la sconfitta per 5-1 subita in casa contro lo Stoccarda, con la squadra al quinto posto.
Il 27 giugno 2022 dopo un anno e mezzo sabbatico, torna alla guida del Nizza. Viene esonerato il 9 gennaio 2023 dopo la sconfitta con il modesto Le Puy ai trentaduesimi di Coppa di Francia e con la squadra all’undicesimo posto in Ligue 1.

## Statistiche

### Giocatore

#### Cronologia presenze e reti in nazionale
| Cronologia completa delle presenze e delle reti in nazionale ― Svizzera | Cronologia completa delle presenze e delle reti in nazionale ― Svizzera | Cronologia completa delle presenze e delle reti in nazionale ― Svizzera | Cronologia completa delle presenze e delle reti in nazionale ― Svizzera | Cronologia completa delle presenze e delle reti in nazionale ― Svizzera | Cronologia completa delle presenze e delle reti in nazionale ― Svizzera | Cronologia completa delle presenze e delle reti in nazionale ― Svizzera | Cronologia completa delle presenze e delle reti in nazionale ― Svizzera |
| Data                                                                    | Città                                                                   | In casa                                                                 | Risultato                                                               | Ospiti                                                                  | Competizione                                                            | Reti                                                                    | Note                                                                    |
| ----------------------------------------------------------------------- | ----------------------------------------------------------------------- | ----------------------------------------------------------------------- | ----------------------------------------------------------------------- | ----------------------------------------------------------------------- | ----------------------------------------------------------------------- | ----------------------------------------------------------------------- | ----------------------------------------------------------------------- |
| 1-9-1981                                                                | Zurigo                                                                  | Svizzera                                                                | 2 – 1                                                                   | Paesi Bassi                                                             | Amichevole                                                              | 1                                                                       |                                                                         |
| 11-11-1981                                                              | Berna                                                                   | Svizzera                                                                | 0 – 0                                                                   | Romania                                                                 | Qual. Euro 1984                                                         | -                                                                       |                                                                         |
| 24-3-1982                                                               | Lugano                                                                  | Svizzera                                                                | 2 – 1                                                                   | Portogallo                                                              | Amichevole                                                              | -                                                                       |                                                                         |
| 28-4-1982                                                               | Valencia                                                                | Svizzera                                                                | 2 – 0                                                                   | Spagna                                                                  | Amichevole                                                              | -                                                                       |                                                                         |
| 19-5-1982                                                               | Recife                                                                  | Brasile                                                                 | 1 – 1                                                                   | Svizzera                                                                | Amichevole                                                              | -                                                                       | 67’                                                                     |
| 28-5-1982                                                               | Ginevra                                                                 | Svizzera                                                                | 1 – 1                                                                   | Italia                                                                  | Amichevole                                                              | -                                                                       |                                                                         |
| 6-10-1982                                                               | Bruxelles                                                               | Belgio                                                                  | 3 – 0                                                                   | Svizzera                                                                | Qual. Euro 1984                                                         | -                                                                       | 56’                                                                     |
| 27-10-1982                                                              | Roma                                                                    | Italia                                                                  | 0 – 1                                                                   | Svizzera                                                                | Amichevole                                                              | -                                                                       |                                                                         |
| 17-11-1982                                                              | Berna                                                                   | Svizzera                                                                | 2 – 0                                                                   | Scozia                                                                  | Qual. Euro 1984                                                         | -                                                                       |                                                                         |
| 1-12-1982                                                               | Atene                                                                   | Grecia                                                                  | 1 – 3                                                                   | Svizzera                                                                | Amichevole                                                              | -                                                                       |                                                                         |
| 9-3-1983                                                                | Varna                                                                   | Bulgaria                                                                | 1 – 0                                                                   | Svizzera                                                                | Amichevole                                                              | -                                                                       |                                                                         |
| 30-3-1983                                                               | Glasgow                                                                 | Scozia                                                                  | 2 – 2                                                                   | Svizzera                                                                | Qual. Euro 1984                                                         | -                                                                       |                                                                         |
| 13-4-1983                                                               | Losanna                                                                 | Svizzera                                                                | 0 – 1                                                                   | Unione Sovietica                                                        | Amichevole                                                              | -                                                                       |                                                                         |
| 14-5-1983                                                               | Berna                                                                   | Svizzera                                                                | 0 – 0                                                                   | Germania Est                                                            | Qual. Euro 1984                                                         | -                                                                       |                                                                         |
| 7-9-1983                                                                | Neuchatel                                                               | Svizzera                                                                | 0 – 0                                                                   | Cecoslovacchia                                                          | Amichevole                                                              | -                                                                       |                                                                         |
| 12-10-1983                                                              | Berlino                                                                 | Germania Est                                                            | 3 – 0                                                                   | Svizzera                                                                | Qual. Euro 1984                                                         | -                                                                       |                                                                         |
| 27-3-1984                                                               | Zurigo                                                                  | Svizzera                                                                | 1 – 1                                                                   | Polonia                                                                 | Amichevole                                                              | -                                                                       |                                                                         |
| 21-9-1988                                                               | Lussemburgo                                                             | Lussemburgo                                                             | 1 – 4                                                                   | Svizzera                                                                | Qual. Mondiali 1990                                                     | -                                                                       |                                                                         |
| 19-10-1988                                                              | Bruxelles                                                               | Belgio                                                                  | 1 – 0                                                                   | Svizzera                                                                | Qual. Mondiali 1990                                                     | -                                                                       |                                                                         |
| 14-12-1988                                                              | Cairo                                                                   | Egitto                                                                  | 1 – 3                                                                   | Svizzera                                                                | Amichevole                                                              | -                                                                       |                                                                         |
| 4-4-1989                                                                | Budapest                                                                | Ungheria                                                                | 3 – 0                                                                   | Svizzera                                                                | Amichevole                                                              | -                                                                       |                                                                         |
| 26-4-1989                                                               | Lisbona                                                                 | Portogallo                                                              | 3 – 1                                                                   | Svizzera                                                                | Qual. Mondiali 1990                                                     | -                                                                       |                                                                         |
| 20-9-1989                                                               | Neuchatel                                                               | Svizzera                                                                | 1 – 2                                                                   | Portogallo                                                              | Qual. Mondiali 1990                                                     | -                                                                       | 78’                                                                     |
| Totale                                                                  |                                                                         | Presenze                                                                | 24                                                                      |                                                                         | Reti                                                                    | 1                                                                       |                                                                         |

### Statistiche da allenatore
Statistiche aggiornate al 9 gennaio 2023. In grassetto le competizioni vinte.
| Stagione                   | Squadra                    | Campionato                 | Campionato | Campionato | Campionato | Campionato | Coppe nazionali | Coppe nazionali | Coppe nazionali | Coppe nazionali | Coppe nazionali | Coppe continentali | Coppe continentali | Coppe continentali | Coppe continentali | Coppe continentali | Altre coppe | Altre coppe | Altre coppe | Altre coppe | Altre coppe | Totale | Totale | Totale | Totale | % Vittorie | Piazzamento |
| Stagione                   | Squadra                    | Comp                       | G          | V          | N          | P          | Comp            | G               | V               | N               | P               | Comp               | G                  | V                  | N                  | P                  | Comp        | G           | V           | N           | P           | G      | V      | N      | P      | %          | Piazzamento |
| -------------------------- | -------------------------- | -------------------------- | ---------- | ---------- | ---------- | ---------- | --------------- | --------------- | --------------- | --------------- | --------------- | ------------------ | ------------------ | ------------------ | ------------------ | ------------------ | ----------- | ----------- | ----------- | ----------- | ----------- | ------ | ------ | ------ | ------ | ---------- | ----------- |
| 1993-1994                  | Echallens                  | PL                         | 26+4       | 13+3       | 10+1       | 3+0        | CS              | 3               | 2               | 0               | 1               | -                  | -                  | -                  | -                  | -                  | -           | -           | -           | -           | -           | 33     | 18     | 11     | 4      | 54,55      | 2º (prom.)  |
| 1994-1995                  | Echallens                  | LNB                        | 14+22      | 3+4        | 9+4        | 2+14       | CS              | 2               | 1               | 0               | 1               | -                  | -                  | -                  | -                  | -                  | -           | -           | -           | -           | -           | 38     | 8      | 13     | 17     | 21,05      | 11º retr.   |
| Totale Echallens           | Totale Echallens           | Totale Echallens           | 66         | 23         | 24         | 19         |                 | 5               | 3               | 0               | 2               |                    | -                  | -                  | -                  | -                  |             | -           | -           | -           | -           | 71     | 26     | 24     | 21     | 36,62      |             |
| gen.-giu. 1997             | Yverdon                    | LNB                        | 14         | 4          | 4          | 6          | CS              | 2               | 1               | 0               | 1               | -                  | -                  | -                  | -                  | -                  | -           | -           | -           | -           | -           | 16     | 5      | 4      | 7      | 31,25      | Sub. 12°    |
| 1997-1998                  | Yverdon                    | LNB                        | 22+14      | 7+9        | 9+3        | 6+2        | CS              | 1               | 0               | 0               | 1               | -                  | -                  | -                  | -                  | -                  | -           | -           | -           | -           | -           | 37     | 16     | 12     | 9      | 43,24      | 9º          |
| 1998-1999                  | Yverdon                    | LNB                        | 22+14      | 11+6       | 4+3        | 7+5        | CS              | 3               | 2               | 0               | 1               | -                  | -                  | -                  | -                  | -                  | -           | -           | -           | -           | -           | 39     | 19     | 7      | 13     | 48,72      | 3º (prom.)  |
| 1999-2000                  | Yverdon                    | LNA                        | 22+14      | 7+2        | 9+1        | 6+11       | CS              | 1               | 0               | 0               | 1               | -                  | -                  | -                  | -                  | -                  | -           | -           | -           | -           | -           | 37     | 9      | 10     | 18     | 24,32      | 8°          |
| Totale Yverdon             | Totale Yverdon             | Totale Yverdon             | 122        | 46         | 33         | 43         |                 | 7               | 3               | 0               | 4               |                    | -                  | -                  | -                  | -                  |             | -           | -           | -           | -           | 129    | 49     | 33     | 47     | 37,98      |             |
| 2000-2001                  | Servette                   | LNA                        | 22+14      | 9+5        | 6+5        | 7+4        | CS              | 5               | 4               | 1               | 0               | -                  | -                  | -                  | -                  | -                  | -           | -           | -           | -           | -           | 41     | 18     | 12     | 11     | 43,90      | 5°          |
| 2001-2002                  | Servette                   | LNA                        | 22+14      | 9+6        | 7+3        | 6+5        | CS              | 1               | 0               | 0               | 1               | CU                 | 8                  | 3                  | 4                  | 1                  | -           | -           | -           | -           | -           | 45     | 18     | 14     | 13     | 40,00      | 4°          |
| Totale Servette            | Totale Servette            | Totale Servette            | 72         | 29         | 21         | 22         |                 | 6               | 4               | 1               | 1               |                    | 8                  | 3                  | 4                  | 1                  |             | -           | -           | -           | -           | 86     | 36     | 26     | 24     | 41,86      |             |
| 2003-2004                  | Zurigo                     | SL                         | 36         | 14         | 8          | 14         | CS              | 5               | 4               | 0               | 1               | -                  | -                  | -                  | -                  | -                  | -           | -           | -           | -           | -           | 41     | 18     | 8      | 15     | 43,90      | 4º          |
| 2004-2005                  | Zurigo                     | SL                         | 34         | 13         | 9          | 12         | CS              | 6               | 6               | 0               | 0               | -                  | -                  | -                  | -                  | -                  | -           | -           | -           | -           | -           | 40     | 19     | 9      | 12     | 47,50      | 5º          |
| 2005-2006                  | Zurigo                     | SL                         | 36         | 23         | 9          | 4          | CS              | 5               | 3               | 1               | 1               | CU                 | 4                  | 3                  | 0                  | 1                  | -           | -           | -           | -           | -           | 45     | 29     | 10     | 6      | 64,44      | 1º          |
| 2006-2007                  | Zurigo                     | SL                         | 36         | 23         | 6          | 7          | CS              | 5               | 4               | 0               | 1               | UCL                | 2                  | 1                  | 0                  | 1                  | -           | -           | -           | -           | -           | 43     | 28     | 6      | 9      | 65,12      | 1º          |
| Totale Zurigo              | Totale Zurigo              | Totale Zurigo              | 142        | 73         | 32         | 37         |                 | 21              | 17              | 1               | 3               |                    | 6                  | 4                  | 0                  | 2                  |             | -           | -           | -           | -           | 169    | 94     | 33     | 42     | 55,62      |             |
| 2007-2008                  | Hertha Berlino             | BL                         | 34         | 12         | 8          | 14         | CG              | 2               | 1               | 0               | 1               | -                  | -                  | -                  | -                  | -                  | -           | -           | -           | -           | -           | 36     | 13     | 8      | 15     | 36,11      | 10º         |
| 2008-2009                  | Hertha Berlino             | BL                         | 34         | 19         | 6          | 9          | CG              | 2               | 1               | 0               | 1               | CU                 | 10                 | 4                  | 4                  | 2                  | -           | -           | -           | -           | -           | 46     | 24     | 10     | 12     | 52,17      | 4º          |
| ago.-set. 2009             | Hertha Berlino             | BL                         | 7          | 1          | 0          | 6          | CG              | 2               | 1               | 1               | 0               | UEL                | 3                  | 1                  | 1                  | 1                  | -           | -           | -           | -           | -           | 12     | 3      | 2      | 7      | 25,00      | Eson.       |
| Totale Hertha Berlino      | Totale Hertha Berlino      | Totale Hertha Berlino      | 75         | 32         | 14         | 29         |                 | 6               | 3               | 1               | 2               |                    | 13                 | 5                  | 5                  | 3                  |             | -           | -           | -           | -           | 94     | 40     | 20     | 34     | 42,55      |             |
| feb.-giu. 2011             | Borussia M'gladbach        | BL                         | 12         | 6          | 2          | 4          | CG              | -               | -               | -               | -               | -                  | -                  | -                  | -                  | -                  | -           | -           | -           | -           | -           | 12     | 6      | 2      | 4      | 50,00      | Sub. , 16º  |
| 2011-2012                  | Borussia M'gladbach        | BL                         | 34         | 17         | 9          | 8          | CG              | 5               | 3               | 2               | 0               | -                  | -                  | -                  | -                  | -                  | -           | -           | -           | -           | -           | 39     | 20     | 11     | 8      | 51,28      | 4º          |
| 2012-2013                  | Borussia M'gladbach        | BL                         | 34         | 12         | 11         | 11         | CG              | 2               | 1               | 0               | 1               | UCL+UEL            | 2+8                | 1+3                | 0+3                | 1+2                | -           | -           | -           | -           | -           | 46     | 17     | 14     | 15     | 36,96      | 8º          |
| 2013-2014                  | Borussia M'gladbach        | BL                         | 34         | 16         | 7          | 11         | CG              | 1               | 0               | 1               | 0               | -                  | -                  | -                  | -                  | -                  | -           | -           | -           | -           | -           | 35     | 16     | 8      | 11     | 45,71      | 6º          |
| 2014-2015                  | Borussia M'gladbach        | BL                         | 34         | 19         | 9          | 6          | CG              | 4               | 3               | 1               | 0               | UEL                | 10                 | 5                  | 3                  | 2                  | -           | -           | -           | -           | -           | 48     | 27     | 13     | 8      | 56,25      | 3º          |
| ago.-set. 2015             | Borussia M'gladbach        | BL                         | 5          | 0          | 0          | 5          | CG              | 1               | 1               | 0               | 0               | UCL                | 1                  | 0                  | 0                  | 1                  | -           | -           | -           | -           | -           | 7      | 1      | 0      | 6      | 14,29      | Eson.       |
| Totale Borussia M'gladbach | Totale Borussia M'gladbach | Totale Borussia M'gladbach | 153        | 70         | 38         | 45         |                 | 13              | 8               | 4               | 1               |                    | 21                 | 9                  | 6                  | 6                  |             | -           | -           | -           | -           | 187    | 87     | 48     | 52     | 46,52      |             |
| 2016-2017                  | Nizza                      | L1                         | 38         | 22         | 12         | 4          | CF+CdL          | 1+1             | 0+0             | 0+0             | 1+1             | UEL                | 6                  | 2                  | 0                  | 4                  | -           | -           | -           | -           | -           | 46     | 24     | 12     | 10     | 52,17      | 3º          |
| 2017-2018                  | Nizza                      | L1                         | 38         | 15         | 9          | 14         | CF+CdL          | 1+2             | 0+0             | 0+1             | 1+1             | UCL+UEL            | 4+8                | 0+3                | 2+0                | 2+5                | -           | -           | -           | -           | -           | 53     | 18     | 12     | 23     | 33,96      | 8º          |
| 2018-2019                  | Borussia Dortmund          | BL                         | 34         | 23         | 7          | 4          | CG              | 4               | 2               | 1               | 1               | UCL                | 8                  | 4                  | 1                  | 3                  | -           | -           | -           | -           | -           | 46     | 29     | 9      | 8      | 63,04      | 2º          |
| 2019-2020                  | Borussia Dortmund          | BL                         | 34         | 21         | 6          | 7          | CG              | 3               | 2               | 0               | 1               | UCL                | 8                  | 4                  | 1                  | 3                  | SG          | 1           | 1           | 0           | 0           | 46     | 28     | 7      | 11     | 60,87      | 2º          |
| ago.-dic. 2020             | Borussia Dortmund          | BL                         | 11         | 6          | 1          | 4          | CG              | 1               | 1               | 0               | 0               | UCL                | 4                  | 3                  | 0                  | 1                  | SG          | 1           | 0           | 0           | 1           | 17     | 10     | 1      | 6      | 58,82      | Eson.       |
| Totale Borussia Dortmund   | Totale Borussia Dortmund   | Totale Borussia Dortmund   | 79         | 50         | 14         | 15         |                 | 8               | 5               | 1               | 2               |                    | 20                 | 11                 | 2                  | 7                  |             | 2           | 1           | 0           | 1           | 109    | 67     | 17     | 25     | 61,47      |             |
| 2022-gen. 2023             | Nizza                      | L1                         | 17         | 5          | 6          | 6          | CF              | 1               | 0               | 0               | 1               | UECL               | 8                  | 3                  | 3                  | 2                  | -           | -           | -           | -           | -           | 26     | 8      | 9      | 9      | 30,77      | Eson.       |
| Totale Nizza               | Totale Nizza               | Totale Nizza               | 91         | 42         | 26         | 23         |                 | 6               | 0               | 1               | 5               |                    | 26                 | 8                  | 5                  | 13                 |             | -           | -           | -           | -           | 123    | 50     | 32     | 41     | 40,65      |             |
| Totale carriera            | Totale carriera            | Totale carriera            | 700        | 365        | 202        | 232        |                 | 72              | 43              | 9               | 20              |                    | 94                 | 40                 | 22                 | 32                 |             | 2           | 1           | 0           | 1           | 868    | 449    | 233    | 286    | 51,73      |             |

## Palmarès

### Giocatore

#### Individuale
- Calciatore svizzero dell'anno: 1

1983

### Allenatore

#### Club
- Campionato svizzero: 2

Zurigo: 2005-2006, 2006-2007
- Coppa Svizzera: 2

Servette: 2000-2001
Zurigo: 2004-2005
- Supercoppa di Germania: 1

Borussia Dortmund: 2019